# Sânpaul (Mureș)
Pour les articles homonymes, voir Sânpaul.
Sânpaul ou Kerelőszentpál en hongrois (Paulsdorf en allemand) est une commune roumaine du județ de Mureș, dans la région historique de Transylvanie et dans la région de développement du Centre.

## Géographie
La commune de Sânpaul est située dans l'ouest du județ, sur les rives du Mureș, dans les collines de Mădărăș, à 10 km à l'est de Iernut et à 20 km au sud-ouest de Târgu Mureș, le chef-lieu du județ.
La municipalité est composée des cinq villages suivants (population en 2002) :
- Chirileu (751) ;
- Dileu Nou (216) ;
- Sânmărghita (239) ;
- Sânpaul (1 640), siège de la municipalité ;
- Valea Izvoarelor (1 170).

## Histoire
La première mention écrite du village date de 1332 sous le nom latin de Sanctus Paulus. Un premier château y est construit au XVIe siècle pour Ferenc Alárdi, détruit par Étienne Báthory à la suite de la bataille de Kerelőszentpál en 1575, bataille de succession au trône de Transylvanie, où se réfugièrent certains des vaincus. Un second château est érigé en 1610 par István Haller, occupé par les troupes kuruc en 1704 puis détruit lors des combats. Un troisième, l'actuel château Haller, est construit en 1760 sur ses ruines.
En 1876, lors de la réorganisation administrative de la Transylvanie, elle est rattachée au comitat de Kis-Küküllő dont le chef-lieu est la ville de Târnăveni.
Jusqu'alors partie intégrante du royaume de Hongrie, la ville devient roumaine en 1920 à la suite du traité de Trianon et à la désintégration de l'Autriche-Hongrie. Elle retourne à la Hongrie à la suite du deuxième arbitrage de Vienne en 1940, puis devient de nouveau roumaine en 1945. Sa petite communauté juive fut exterminée par les Nazis.

## Politique
Le Conseil Municipal de Sânpaul compte 13 sièges de conseillers municipaux. À l'issue des élections municipales de juin 2008, Istvan Simno (UDMR) a été élu maire de la commune.
| Parti                                      | Nombre de conseillers |
| ------------------------------------------ | --------------------- |
| Union démocrate magyare de Roumanie (UDMR) | 6                     |
| Parti social-démocrate (PSD)               | 2                     |
| Parti démocrate-libéral (PD-L)             | 2                     |
| Parti tsigane "Pro Europa"                 | 2                     |
| Parti de la Grande Roumanie (PRM)          | 1                     |

## Religions
En 2002, la composition religieuse de la commune était la suivante :
- Chrétiens orthodoxes, 42,52 % ;
- Catholiques romains, 36,60 % ;
- Réformés, 17,50 % ;
- Catholiques grecs, 1,51 % .

## Démographie
En 1910, la commune comptait 1 331 Roumains (30,01 %) et 1 695 Hongrois (49,68 %) et 12 Allemands (0,35 %).
En 1930, on recensait 1 466 Roumains (39,98 %), 1 852 Hongrois (50,50 %), 33 Juifs (0,90 %) et 309 Tsiganes (8,43 %).
En 2002, 1 415 Roumains (35,23 %) côtoient 1 574 Hongrois (39,19 %) et 1 024 Tsiganes (25,49 %). On comptait à cette date 1 147 ménages et 1 170 logements.
| 1850  | 1880  | 1900  | 1910  | 1930  | 1956  | 1977  | 1992  | 2002  |
| ----- | ----- | ----- | ----- | ----- | ----- | ----- | ----- | ----- |
| 2 561 | 2 767 | 3 294 | 3 412 | 3 667 | 3 790 | 4 177 | 3 695 | 4 016 |

| 2007  | - | - | - | - | - | - | - | - |
| ----- | - | - | - | - | - | - | - | - |
| 4 246 | - | - | - | - | - | - | - | - |

## Économie
L'économie de la commune repose sur l'agriculture, l'élevage, le commerce et la fabrication de briques-béton.

## Communications

### Routes
Sânpaul se trouve sur la route nationale DN15 (Route européenne 60) qui relie Târgu Mureș avec Luduș et Turda.

### Voies ferrées
le village est desservi par la ligne de chemin de fer Războieni-Târgu Mureș-Deda.

## Lieux et monuments
- Sânmărghita, église en bois des Sts Archanges du XVIIIe siècle[8].

- Sânpaul, église catholique du XIVe siècle.

- Sânpaul, ruines du château Haller de style baroque construit de 1745 à 1760.